# Q拉盖尔多项式
q拉盖尔多项式是一个以基本超几何函数和Q阶乘幂定义的正交多项式

q-Laguerre Polynomials

{\displaystyle \displaystyle L_{n}^{(\alpha )}(x;q)={\frac {(q^{\alpha +1};q)_{n}}{(q;q)_{n}}}{}_{1}\phi _{1}(q^{-n};q^{\alpha +1};q,-q^{n+\alpha +1}x)}

## 正交性
Q-拉盖尔多项式满足下列正交关系
{\displaystyle \int _{a}^{b}\!L_{n}^{(\alpha )}(x;q)*L_{m}^{(\alpha )}(x;q)*(x^{\alpha })/(-x;q)_{\infty }\,dx={\frac {(q^{\alpha }+1;q)_{n}}{(q;q)_{n}*q^{n}}}}

## 极限关系
小q雅可比多项式→Q拉盖尔多项式.
在校q雅可比多项式的定义中，令{\displaystyle a=q^{\alpha }}以及{\displaystyle x\to -b^{-1}q^{-1}},并令{\displaystyle b\to \infty },即得q拉盖尔多项式。
Q梅西纳多项式→Q拉盖尔多项式;
令Q梅西纳多项式中{\displaystyle b=q^{\alpha }},以及{\displaystyle q^{-x}=cq^{\alpha }x},然后取{\displaystyle c\to \infty }即得Q拉盖尔多项式。
{\displaystyle \lim _{c\to \infty }M_{n}(cq^{\alpha }x;q^{\alpha },c;q)={\frac {(q;q)_{n}}{(q^{\alpha +1};q)_{n}}}}

## 图集
下列 :{\displaystyle \displaystyle L_{5}^{(3.7)}(x+iy;q)}图，以q 为可变参数。
|  |  |  |

|  |  |  |